# Victoria Waterfield
Victoria Waterfield est un personnage de fiction joué par Deborah Watling dans la série Doctor Who. Elle sera l'un des compagnons du 2e Docteur incarné par Patrick Troughton de juillet 1967 à avril 1968. Elle apparait durant 7 serials sur une totalité de 40 épisodes.

## Histoire du personnage dans le monde de Doctor Who
Victoria apparaît dans l'épisode The Evil of the Daleks. Issue du XIXe siècle, elle est tenue en captivité par les Daleks qui tentent de faire pression sur son père Edward Waterfield afin de l'obliger à collaborer avec eux. Elle sert aussi de test aux Daleks : en donnant pour mission de la sauver, ils peuvent évaluer la force de Jamie afin de permettre de déterminer ce qui fait la force des humains. (Du moins, c'est ce qu'ils prétendent.) Ramené sur Skaro avec son père à la fin de l'expérience, celui-ci va se sacrifier pour sauver le Docteur. Désormais orpheline elle le rejoint avec Jamie dans le TARDIS à la fin de l'épisode.
Elle voyagera avec le Docteur et Jamie au sein du TARDIS durant 7 sérials se déroulant principalement sur Terre (à la notable exception de Telos dans The Tomb of the Cybermen).
Seulement, voyager avec le Docteur n'est pas une chose facile et Victoria exprimera dans "Fury from the Deep" sa peur de plus en plus croissante devant les nouveaux dangers qu'ils rencontrent. À la fin de l'épisode, elle décide de rester sur Terre, dans un petit village côtier de l'Angleterre des années 1960, auprès d'un couple qu'ils ont sauvé, les Harris.
Le personnage fera une réapparition dans l'épisode spécial Dimensions in Time ainsi que dans le spin-off non officiel, Downtime. Comme bien des compagnons du Docteur, elle réapparait dans les romans ou les épisodes audio tirés de la série.

## Caractéristiques morales
En apparence, Victoria est typique de la compagne timide et fragile de cette époque : souvent en danger, elle se contente de pousser des cris dès qu'elle est face à un ennemi, que ce soit les Cybermen, les Guerriers des glaces ou bien les Yetis animés par la Grande Intelligence. Son cri strident provoquera même une avalanche dans The Ice Warriors et permettra de repousser la menace des algues vertes à la fin de Fury from the Deep.  Cette fragilité masque une force intérieure dont elle est capable de faire preuve lorsque les circonstances le veulent. Malgré sa jeunesse elle sait quand on lui ment, et sa sensibilité contraste avec la témérité de Jamie et la curiosité du Docteur. Jamie se montre de plus en plus protecteur envers elle et semble attaché à elle. Il aura le cœur brisé lors de son départ.